# Harald Turzer
Harald Turzer (* 29. Mai 1960) ist ein deutscher Szenenbildner.

## Leben
Harald Turzer erreichte an der Akademie der Bildenden Künste München sein Diplom und arbeitete im Anschluss in verschiedenen Film- und Fernsehproduktionen als Szenenbildner. Turzer hat häufiger mit dem Regisseur Rainer Matsutani zusammengearbeitet. Sein Szenenbild für die zwei Fernsehfilme Nacht der Engel und Der Runner, jeweils unter der Regie von Michael Rowitz, wurde 2001 mit dem Deutschen Fernsehpreis ausgezeichnet. 
Neben seinem filmischen Schaffen konnte sich Turzer auch auf dem Gebiet des Tennis und verwandter Sportarten profilieren. Er entwickelte und patentierte einen neuartigen gebogenen Tennisschläger, für den er 2003 auf der Sportmesse ISPO einen Brand New Award erhielt.
Turzer ist Mitglied des Verband der Szenenbildner, Filmarchitekten und Kostümbildner in Europa e. V. (SKV) sowie der Deutschen Filmakademie.

## Filmografie (Auswahl)
- 1994: High Crusade – Frikassee im Weltraum (The High Crusade)
- 1994: Laura of Albania (Kurzfilm)[3]
- 1995: Paul Bowles – Halbmond
- 1995: Nur über meine Leiche (Regie: Rainer Matsutani)
- 1996: Das Mädchen Rosemarie (Regie: Bernd Eichinger)
- 1998: Feuerläufer - Der Fluch des Vulkan (Fernsehfilm) (Regie: Rainer Matsutani)
- 1999: Der Bär ist los (Regie: Dana Vávrová)
- 1999: Romantic Fighter (Regie: Rainer Matsutani)
- 2000: Der Runner (Fernsehfilm) (Regie: Michael Rowitz)
- 2000: Die Nacht der Engel (Fernsehfilm) (Regie: Michael Rowitz)
- 2002: 666 – Traue keinem, mit dem du schläfst! (Regie: Rainer Matsutani)
- 2002: Vaya con Dios (Regie: Zoltan Spirandelli)
- 2003: Der Poet (The Poet) (Regie: Paul Hills)
- 2008: Eschede Zug 884 (Fernseh-Doku-Drama) (Regie:Raymond Ley)
- 2008: Der Seewolf (Regie:Christoph Schrewe)
- 2010: Eichmanns Ende (Fernseh-Doku-Drama) (Regie:Raymond Ley)
- 2010: Kinder von Blankenese (Fernseh-Doku-Drama) (Regie:Raymond Ley)
- 2013: Eine mörderische Entscheidung (Fernseh-Doku-Drama) (Regie:Raymond Ley)
- 2014: Ein blinder Held – Die Liebe des Otto Weidt (Fernseh-Doku-Drama) (Regie:Kai Christiansen)
- 2015: Meine Tochter Anne Frank (Fernseh-Doku-Drama) (Regie:Raymond Ley)
- 2015: Der gute Göring (Fernseh-Doku-Drama) (Regie:Kai Christiansen)